# Фактор Армагеддона
Фактор Армагеддона (англ. The Armageddon Factor) — шестая и последняя серия шестнадцатого сезона британского научно-фантастического телесериала «Доктор Кто», состоящая из шести эпизодов, которые были показаны в период с 20 января по 24 февраля 1979 года, а также являющаяся шестой и последней в общей сюжетной линии сезона, называющейся «Ключ времени».

## Сюжет
В поисках шестого и последнего фрагмента Ключа времени Доктор и Романа прибывают на планету Атриос, недавно пострадавшую от регулярных бомбежек с соседней планеты Зиос. Маршал Атриоса собирается контратаковать, но оказывается, что Зиос заброшен, и им управляет гигантский компьютер Менталис, а реальный противник - третья планета, Планета Зла, которой управляет Тень, агент Черного Стража. Он держит в плену принцессу Астру с Атриоса, угрожая пытать её, если она не выдаст расположение последнего фрагмента Ключа, которого она не знает.
Отключив Менталиса, Доктор создает замену шестому сегменту из хронодина, собирает Ключ и заключает корабль Маршала, готовый к ракетному удару, и центр управления Менталисом, готовый к самоуничтожению. На Планете Зла Доктор встречает старого одноклассника Дракса, нанятого Тенью, но тот все равно помогает Доктору.
Тень подчиняет себе K-9 и Астру и требует Доктора отдать ему остальные фрагменты ключа. Тот вместе с Мутом идет к ТАРДИС, но Дракс с помощью стабилизатора из его ТАРДИС уменьшает его и себя, хотя изначально планировалось уменьшение Мута.
Поняв, что Астра и есть шестой фрагмент, и пробравшись в логово Тени внутри восстановленного K-9, Доктор и Дракс видят превращение принцессы и возвращают себе нормальные размеры. Они хватают фрагменты Ключа и вместе с Романой и K-9 улетают на ТАРДИС и, отключив самоуничтожение Менталиса и перенаправив ракеты Маршала на Планету Зла, собирают Ключ времени.
Появляется Белый Страж с поздравлениями и требует отдать ему Ключ. Но Доктор, понимает, что это на самом деле Черный Страж, и тот в ярости принимает свою настоящую форму и начинает угрожать путешественникам смертью. Но Доктор встраивает рандомизатор в ТАРДИС, и они отправляются в неизвестную точку времени и пространства.

## Трансляции и отзывы
| Эпизод      | Дата показа     | Продолжительность | Телезрители (в миллионах) |
| ----------- | --------------- | ----------------- | ------------------------- |
| «Часть 1»   | 20 января 1979  | 24:39             | 7,5                       |
| «Часть 2»   | 27 января 1979  | 23:56             | 8,8                       |
| «Часть 3»   | 3 февраля 1979  | 25:03             | 7,8                       |
| «Часть 4»   | 10 февраля 1979 | 25:09             | 8,6                       |
| «Часть 5»   | 17 февраля 1979 | 24:42             | 8,6                       |
| «Часть 6»   | 24 февраля 1979 | 25:09             | 9,6                       |
| [ 1 ] [ 2 ] |                 |                   |                           |